# Chikkahalli, Arkalgud
Chikkahalli là một làng thuộc tehsil Arkalgud, huyện Hassan, bang Karnataka, Ấn Độ.